# Society of Antiquaries of London
Society of Antiquaries of London (SAL) är ett brittiskt lärt, vetenskapligt samfund, grundat 1707. Enligt det kungliga stiftelse- och privilegiebrev, som samfundet erhöll av George II 1751, har det till uppgift att "stödja, främja och utveckla studiet av och kunskapen om fornminnen och historia, såväl i Storbritannien som i andra länder"  (övers. från engelskan). Samfundet har sitt säte i Burlington House i stadsdelen Piccadilly i London och är registrerat som en ideell organisation.

## Ledamotskap
Ledamöter av samfundet benämns Fellows och har i Storbritannien rätt att bära den postnominella förkortningen FSA (Fellow of the Society of Antiquaries of London). Antagning av nya ledamöter sker endast genom inval. För att kunna bli invald skall den föreslagna personen "utmärka sig i sina kunskaper om fornlämningar och historia, såväl Storbritanniens som andra länders"  samt vara "villig att bidraga till samfundets heder, affärer och inkomster". Ledamotskapet ses som ett erkännande av en persons betydande insatser inom områdena arkeologi, fornlämningar, historia eller kulturarv.
Samfundets invalsförfarande omgärdas av ett strikt regelverk. Förslag till nya ledamöter kan endast lämnas in av befintliga ledamöter av SAL. Varje invalsförslag måste dessutom styrkas av åtminstone fem (som mest tolv) ledamöter, som intygar att de genom sin personliga kännedom om kandidaten anser att denna är värdig ett ledamotskap i samfundet. Inval sker därefter genom sluten omröstning och kandidaten måste få fyra ja-röster för varje avgiven nej-röst (d.v.s. ⅘ kvalificerad majoritet) av de i omröstningen deltagande ledamöterna för att inväljas som ledamot av SAL.
För närvarande har samfundet strax under 3 000 ledamöter (juni 2014; avser ledamöter som fortfarande är i livet). Fyra av dem har svensk koppling: Anders Andrén, Lotte Hedeager, Kristian Kristiansen och Lars Ljungström. Andrén är för närvarande professor i arkeologi vid Stockholms universitet. Ljungström verkar främst som författare av facklitteratur inom historia. Hedeager och Kristiansen är båda födda i Danmark, men har tillbringat den största delen av sina arbetsliv i Sverige. Hedeager bor fortfarande i Sverige, men arbetar i Norge, som professor i arkeologi vid Universitetet i Oslo. Kristiansen är professor i arkeologi vid Göteborgs universitet. Han är också upptagen som hedersledamot i SAL (Honorary Fellow), medan de övriga tre har blivit invalda.

## Historia och föregångare
En föregångare till samfundet var College of Antiquaries (äv. Society of Antiquaries), som grundades ca. 1586 och som främst fungerade som en diskussionsklubb tills Jakob I år 1614 förbjöd sammankomster av den typen.
Dagens Society of Antiquaries höll sin första, informella sammankomst på krogen Bear Tavern på Londons the Strand den 5 december 1707. Den här tidiga gruppen, sammankallad av John Talman, John Bagford och Humfrey Wanley, ansökte hos drottning Anna om ett kungligt stiftelse- och privilegiebrev för studiet av brittiska fornlämningar, bland annat hade man som mål att ge ut en serie om 35 böcker i ämnet. Samfundet hade hoppats på att deras ansökan skulle läggas fram inför drottningen av Robert Harley, earlen av Oxford. Men när han visade sig vara ovillig att gå dem till mötes lades hela verksamheten i malpåse.
Samfundets förhandlingar formaliserades 1717, det första protokollet togs den 1 januari 1718 på Mitre Tavern på Fleet Street. Den förste sekreteraren var William Stukeley. De som medvarade vid dessa sammankomster studerade medtagna objekt, höll föredrag och diskuterade teorier rörande historiska platser. Man tog också fram rapporter om betydelsefulla byggnader som förföll eller vanvårdades. Samfundet engagerade sig även i ämnena heraldik, genealogi och historiska dokument.
År 1751 ansökte man, genom vice ordföranden Joseph Ayloffe, återigen om ett kungligt stiftelse- och privilegiebrev. Denna gång beviljades ansökan, vilket bland annat innebar att samfundet fick rätt att äga fastigheter. Dess samlingar av manuskript, målningar och artefakter hade vuxit med åren, bland annat genom gåvor och legat, samtidigt som man länge saknade en lämplig plats där de kunde förvaras. Fram till 1780, då samfundet med George III:s tillstånd flyttade in i Somerset House på the Strand, hade man inhyst sig i värdshus och gästgiverier runtom London. I december 1874 erbjöds samfundet att flytta in i ändamålsenliga lägenheter i Burlington House, där det fortfarande har sitt huvudsakliga säte.
Under 2007 firade samfundet sitt trehundraårsjubileum med utställningen Making History: Antiquaries in Britain 1707-2007 på Royal Academy of Arts. Under jubileumsåret gav man också ut två jubileumsskrifter: Visions of Antiquity: the Society of Antiquaries of London 1707-2007 och en utställningskatalog till Making History. Visions of Antiquity samlar sjutton akademiska essäer över två parallella teman: samfundets historia och hur tolkningen av materiella lämningar från det förflutna har förändrats under de trehundra år som samfundet har funnits. Utställningskatalogen innehöll, förutom illustrationer som hörde samman med utställningen, femton korta, tematiska essäer av olika sakkunniga.

## Bibliotek
Samfundets bibliotek är Storbritanniens äldsta arkeologiska bibliotek och fungerar som ett forskningsbibliotek för arkeologer och historiker. Det har förvärvat material sedan tidigt 1700-tal och härbärgerar ca. 130 000 böcker. Dessutom prenumererar biblioteket på runt 500 periodiska titlar. Förutom böcker och tidskrifter tar katalogen upp målningar och manuskript, bland annat ett inventarium över Henrik VIII:s dödsbo.

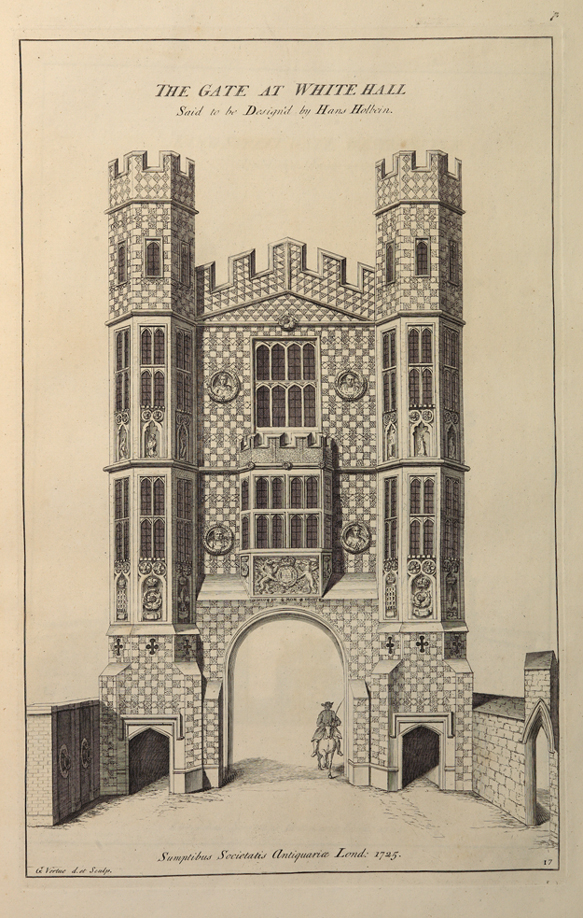
"Porten vid Whitehall", kopparstick av George Vertue i Vetusta Monumenta, Vol.1, 1826.

Biblioteket innehar även en stor samling av historiska och topografiska skrifter över brittiska grevskap, en samling 1700- and 1800-talsböcker om Storbritanniens och andra länders fornlämningar samt en bred samling av periodiska titlar (både brittiska och utländska) som sträcker tillbaka till tidigt 1800-tal.

## Publikationer
Society of Antiquaries of London ger sedan 1921 årligen ut den vetenskapliga tidskriften The Antiquaries Journal. Tidskriften är en internationell publikation, som är tänkt att spegla bredden av samfundets två huvudsakliga intresseområden, fornlämningar och historia. Den har som mål att vara både tvärvetenskaplig och historiskt multiperiodisk. Även om läsekretsen mestadels är akademisk, så är tanken att bidrag skall vara författade på ett sådant sätt, att innehållet är tillgängligt även för en läsare vars fackmässiga intresse ligger utanför tidskriftens ämnesområde. Förutom The Antiquaries Journal ger samfundet var fjortonde dag ut ett informellt nyhetsbrev, med namnet Salon (Society of Antiquaries of London Online Newsletter). Det skickas ut som ett e-brev och fungerar som ett fristående, internt organ, framförallt riktat till ledamöterna av samfundet. Men Salon är samtidigt öppet för utomstående, både genom prenumeration och genom ett arkiv över tidigare nummer.
Mellan 1770 och 1991 gav samfundet, med oregelbundna mellanrum, även ut tidskriften/skriftserien Archaeologia i två delserier: 1:a serien omfattade nr. 1-50 (1770–1887) och 2:a serien nr. 51-109 (1888–1991). Sedan 1991 har ytterligare två titlar infogats i serien: Early Anglo-Saxon Shields (nr. 110, 1992) och jubileumsskriften Visions of Antiquity (nr. 111, 2007).
Samfundets tidiga publikationer innehöll de föredrag som hade hållits under sammankomsterna tillsammans med gravyrer av scenerier och reproduktioner. Publikationer delades ut till ledamöter som lösnummer, men lades även ihop till samlingsvolymer som gavs ut i den encyklopediska serien Vetusta Monumenta (sv. "uråldriga monument"), som utkom mellan 1718 och 1906.
Gravörer knöts till samfundet redan från första början — de tidigaste var George Vertue och James Basire. Deras uppgift var att skapa de kopparstick som användes när foliantupplagorna trycktes. De grafiska bladen var ofta stora och tilltalande, menade att tillfredsställa allmänhetens nyfikenhet för ämnesområdet arkeologi, men till en början var illustrationerna även kvasivetenskapliga, ofta med ett stort antal infällda bilder av arkitektoniska detaljer från olika vinklar. En av ledamöterna, Richard Gough (direktör 1771–1791), gav sig i kast med att förbättra och utöka publiceringen av samfundets forskningsresultat. Han hade engagerat sig i bevarandet av byggnader uppförda i gotisk stil, som i vissa fall höll på att förfalla, och hoppades att samfundet genom sina skrifter skulle kunna påverka allmänhet och politiker.

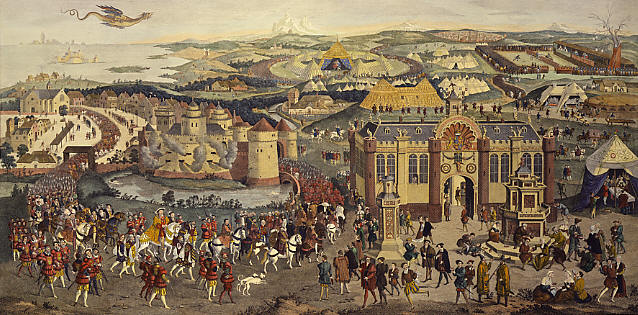
Field of Cloth of Gold, James Basire (1774); kopparstick efter en oljemålning från 1500-talet (ur de kungliga samlingarna).

1771 beställde samfundet en serie om sju utgåvor med extra stora pappersformat, så att de skulle rymma formaten på några historiska verk, som skulle reproduceras som akvareller av Edward Edwards och Samuel Hieronymus Grimm. De första utgåvorna graverades till största delen av Basire, bland annat en reproduktion av en oljemålning från 1500-talet, som avbildade en historisk scen vid Camp du Drap d'Or år 1520. Pappersformaten som serien var tänkt att innefatta var större än de som fanns tillgängliga vid den tiden. Pappersmakaren James Whatman ombads därför att ta fram ett papper med måtten 31" × 53" (787,4 × 1 346 mm). Graveringen av kopparplåten, som mätte 4'1" × 2'3" (1 245 × 685,8 mm), tog två år. Endast tre av de ursprungligen sju kopparplåtarna finns kvar idag.

## Klubbar
Society of Antiquaries har två klubbar som ledamöterna kan bli medlemmar av. Den äldsta av de två är Cocked Hat Club (grundad 1852) och den yngre heter the Essay Club (grundad 1907). Cocked Hat Club har sitt namn från klubbens sed att inför varje möte placera en trekornshatt framför ordföranden. Klubbens första möte hölls den 3 januari 1852 hemma hos W. R. Drake.
Essay Club har tagit sitt namn från samfundets initialer: "SA" (ess-ej) för "Society of Antiquaries".

## Lista över ordförande
Nedan följer en lista över ordförande i Society of Antiquaries of London:
- 1707–1710, 1717–1724: Peter Le Neve, Norroy King of Arms vid College of Arms
- 1724–1750: Algernon Seymour, earl av Hertford, senare 7:e hertig av Somerset
- 1750: Charles Lennox, 2:e hertig av Richmond
- 1750–1754: Martin Folkes
- 1754–1765: Hugh Willoughby, 15:e baron Willoughby av Parham
- 1765–1768: Charles Lyttelton, biskop av Carlisle, förre domprost i Exeter
- 1768–1784: Jeremiah Milles, domprost i Exeter
- 1784–1785: Edward King
- 1785–1811: George Townshend, earl av Leicester, senare 2:e markis Townshend
- 1811–1812: Sir Henry Englefield
- 1812–1846: George Hamilton-Gordon, 4:e earl av Aberdeen
- 1846–1875: Philip Stanhope, viscount Mahon, senare 5:e earl Stanhope
- 1876–1878: Frederic Ouvry
- 1878–1885: Henry Herbert, 4:e earl av Carnarvon
- 1885–1892: Sir John Evans
- 1892–1897: Sir Augustus Wollaston Franks
- 1897–1904: Harold Dillon, 17:e viscount Dillon
- 1904–1908: John Lubbock, 1:e baron Avebury
- 1908–1914, 1919–1924: Sir Charles Hercules Read
- 1914–1919: Sir Arthur Evans
- 1924–1929: David Lindsay, 27:e earl av Crawford
- 1929–1934: Sir Charles Reed Peers
- 1934–1939: Sir Frederic Kenyon
- 1939–1944: Sir Alfred Clapham
- 1944–1949: Sir Cyril Fox
- 1949–1954: Sir James Mann
- 1954–1959: Sir Mortimer Wheeler
- 1959–1964: Dame Joan Evans
- 1964–1965: Professor Sir Ian Richmond
- 1965–1970: Francis Wormald
- 1970–1975: John Nowell Linton Myres
- 1975–1978: Arnold Taylor
- 1978–1981: Richard Dufty
- 1981–1984: Christopher Brooke
- 1984–1987: John Davies Evans
- 1987–1991: Michael Robbins
- 1991–1995: Professor Sir Barry Cunliffe
- 1995–2001: Simon Jervis
- 2001–2004: Professor Rosemary Cramp
- 2004–2007: Eric Fernie
- 2007–2010: Geoffrey Wainwright
- 2010–2014: Professor Maurice Howard
- 2014–    : Gill Andrews

### Fotnoter
1. ↑  Society of Antiquaries of London (SAL) är en ideell organisation, registrerad vid Charity Commission for England and Wales (en. registered charity), som i enlighet med brittisk lag därför har tilldelats ett offentligt registrerings- och organisationsnummer. SAL har begärt att det skall publiceras tillsammans med logotypen: Society of Antiquaries of London, registered charity no. 207237
2. ↑  På engelska anv. begreppet charity i en vidare bemärkelse än svenskans "välgörenhet". Registered charity innebär att organisationen har registrerat sin verksamhet hos vederbörlig kontrollmyndighet. Se Charitable organization på engelskspråkiga Wikipedia.
3. ↑  Society of Antiquaries of London, org.nr. 207237 — verksamhetsöversikt på webbsidan för den brittisk-walesiska kontrollmyndigheten för ideella organisationer och välgörenhetsorganisationer, Charity Commission for England and Wales.

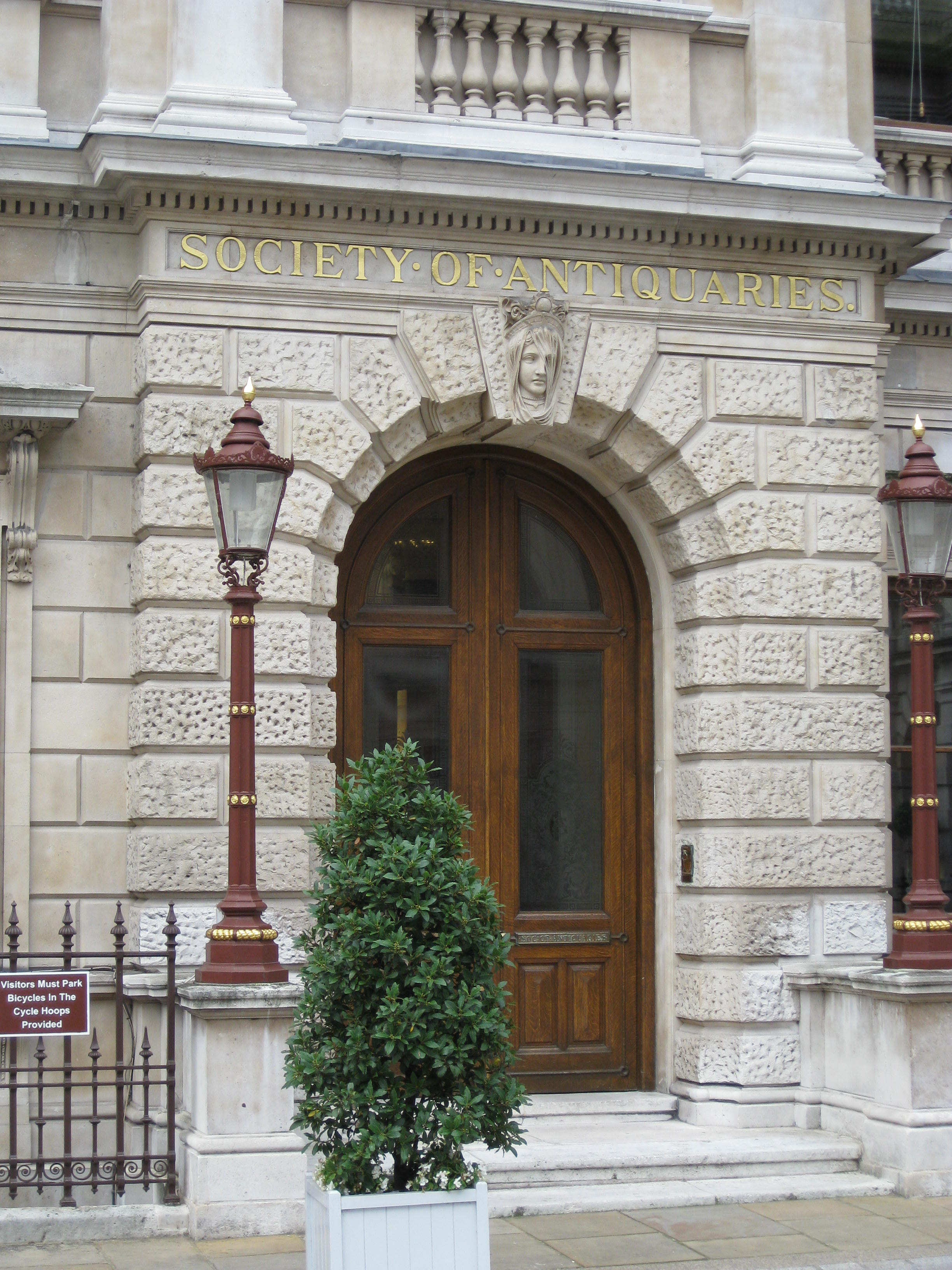
Ingången till SAL, över gården till Burlington House.

4. ↑  Begreppet royal charter of incorporation innefattar ett flertal olika slags konungabrev, som i svenskan specificeras efter funktion och innehåll; jfr. bördsrätts-, privilegie-, stadge- och stiftelsebrev. Se Royal charter på engelskspråkiga Wikipedia.
5. ↑  SAL:s bibliotekskatalog, sökbar.
6. ↑  Ämnesregister över SAL:s bibliotekskatalog.
7. ↑  Katalog över SAL:s målningar på BBC:s webbplats Your Paintings.
8. ↑  Katalog över SAL:s grafiska blad och museiföremål på Archeological Data Services webbplats.
9. ↑  Sök efter SAL:s manuskript på National Archives webbplats Access to Archives. Skriv manuscript i fältet "all these words", välj Society of Antiquaries of London i rullgardinslistan "Repository". Ange fler söktermer om du behöver och klicka därefter på den röda knappen "Search".
10. ↑  The Antiquaries Journal (ISSN 0003-5815) på Cambridge Journals webbplats.
11. ↑  Det fullständiga namnet var Archaeologia, or, Miscellaneous Tracts Relating to Antiquity.
12. ↑  Archaeologia (ISSN 0261-3409) på Cambridge Journals webbplats.
13. ↑  En cocked hat är en trekantig hatt.

### Språknoter

#### Svenska
1. ↑  dokument i Svensk etymologisk ordbok, sid. 96.
2. ↑  inventarium på engelskspråkiga Wiktionary.[10]
3. ↑  encyklopedisk på svenskspråkiga Wiktionary.[12]

#### Latin
1. ↑  vetustus på engelskspråkiga Wiktionary.[10]
2. ↑  monumentum på engelskspråkiga Wiktionary.[10]

#### Källnoter
1. ↑  "[…] the encouragement, advancement and furtherance of the study and knowledge of the antiquities and history of this and other countries".[1]
2. ↑  "[…] excelling in the knowledge of the antiquities and history of this and other nations".[1]
3. ↑  "[…] desirous to promote the honour, business and emoluments of the Society".[1]
4. ↑  Meet Our Fellows, på SAL:s webbplats.[2]
5. ↑  Fellows Directory, på SAL:s webbplats.[2]
6. ↑  Library, på SAL:s webbplats.[2]
7. ↑  Notes for Journal Contributors, på SAL:s webbplats.[2]
8. ↑  Salon, på SAL:s webbplats.[2]
9. ↑  Salon Editorial Policy, på SAL:s webbplats.[2]

1. ↑  Popper (2012), sid. 248.
2. ↑  Sweet (2004), sid. 84.
3. ↑  Cox & Forrest (1931), läst 8 juni 2014.
4. ↑  Evans (1956), sid. 265–266.[15]
5. ↑  Evans (1956), sid. 350.[15]
6. ↑  Pearce (2007), sid. 384–392.